# Sperrfrist (Aktie)
Die Sperrfrist (oder Lock-up-Periode) ist auf dem Aktienmarkt eine Frist, innerhalb der Aktien vom Aktionär nicht veräußert werden dürfen.

## Allgemeines
Gesetzliche Sperrfristen dienen dem Gläubiger- und Anlegerschutz. Sie haben den Zweck, eine kurzfristige Gewinnmitnahme durch Aktionäre zu verhindern. Sperrfristen kommen nur dann vor, wenn Aktionäre ihre Aktien nicht durch eigene Wertpapierorders im üblichen Aktienhandel erwerben, sondern dem Erwerb eine spezifische Transaktion zugrunde liegt. 

## Arten
Die Emissionsbedingungen einer Aktiengesellschaft können vorsehen, dass Aktionäre die aus einer Kapitalerhöhung bezogenen jungen Aktien erst nach Ablauf einer Sperrfrist wieder veräußern dürfen. Diese Maßnahme dient der Kurspflege; es soll nicht durch den sofortigen Verkauf großer Aktienpakete der Aktienkurs übermäßig fallen. Diese Sperrfrist beträgt im Regelfall 180 Tage nach Börsengang. Sie soll eine Spekulation vor allem durch Konzertzeichner verhindern, die an schnellen Gewinnmitnahmen interessiert sind.
Nach § 193 Abs. 2 Nr. 4 AktG beträgt die Wartezeit bei bedingtem Kapital mindestens vier Jahre für die Aufteilung der Bezugsrechte auf Vorstandsmitglieder und Arbeitnehmer, Erfolgsziele, Erwerbs- und Ausübungszeiträume und Wartezeit für die erstmalige Ausübung.
Bei Belegschaftsaktien soll eine Sperrfrist von fünf Jahren verhindern, dass Arbeitnehmer die meist unterhalb des aktuellen Börsenkurses vom Arbeitgeber erworbenen Aktien sofort mit Gewinn veräußern. Außerdem kann eine vorzeitige Veräußerung steuerliche Nachteile mit sich bringen.

## Überwachung
Da weder Emittenten noch Arbeitgeber die Einhaltung der verhängten Sperrfristen kontrollieren können, sind Sperrfristen dieser Art durch die Verwahrstellen zu überwachen.

## Abgrenzung
Neben den gesetzlichen Sperrfristen können in der Satzung der Aktiengesellschaft gesonderte Sperrfristen geregelt sein. Die Sperrfrist ist von der vinkulierten Aktie zu unterscheiden, da es dort nicht auf die Frist, sondern auf die Zustimmung ankommt, eine Aktie zu übertragen.